# 헤르만 불

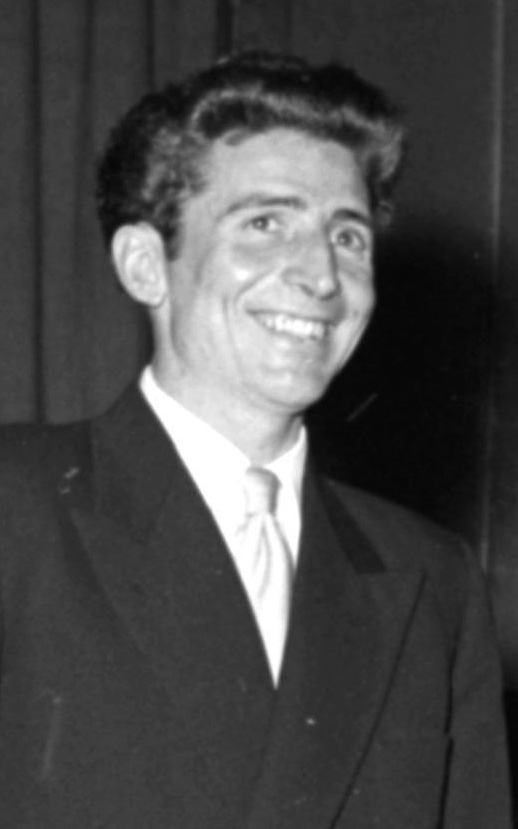
헤르만 불

헤르만 불(독일어: Hermann Buhl, 1924년 9월 21일 ~ 1957년 6월 27일)은 오스트리아의 등산가이며 전시대 최고의 등산가들 가운데 한 명으로 간주된다. 특히 알파인 스타일을 히말라야산맥 등산에 적용하는 혁신을 주었다. 1953년 낭가파르바트산을 최초 등정했으며 혼자서 산소통 없이 정상에서 돌아오는 길에 다음날 아침까지 생존해 있기 위해 8000 m 고도에서 밤 내내 바위에 서있어야 했다. 1957년 브로드피크산을 최초 등정했다.
불은 인스브루크에서 네 자녀 중 막내로 태어났다. 어머니가 사망한 뒤 고아로 수년을 보냈다. 오스트리아에서 스카우트가 금지되기 전까지 헤르만 불은 인스브루크에서 컵스카우트였다. 1930년대에 그다지 건강하지 않던 예민한 10대인 그는 오스트리아 알프스산맥을 오르기 시작했다.
1957년 카라코람산맥의 초골리사를 등반하던 도중 눈사태를 만나 사망했다.